# أشباه شوكيات الزعانف الحقيقية
أشباه شوكيات الزعانف الحقيقية (الاسم العلمي: Euacanthomorpha) هي أصنوفة عليا من الأسماك تتفرع من أشباه شوكيات الزعانف.

## التصنيف
- Subsection أشباه شوكيات الزعانف
  - Division أشباه شوكيات الزعانف الحقيقية
    - Subdivision Berycimorphaceae
    - Subdivision Holocentrimorphaceae
    - Subdivision Percomorphaceae